# ریتا ماسه‌دو
ریتا ماسه‌دو (اسپانیایی: Rita Macedo‎؛ ۲۱ آوریل ۱۹۲۵ – ۵ دسامبر ۱۹۹۳) یک هنرپیشه اهل مکزیک بود.

## فیلمشناسی
- زندگی جنایت‌بار آرچیبالدو دلا کروز (۱۹۵۵)
- ال چاوو دل اوچو (۱۹۴۷)
- نازارین (۱۹۵۸)
- ملک‌الموت (۱۹۶۲)
- مرد کاغذی (۱۹۶۳)
- پگاه نو (۱۹۸۸)